# Tie Ndiékro
Tie Ndiékro est une petite ville de Côte d'Ivoire située dans le département de Didiévi dont elle est une sous-préfecture dans la région du bélier qui a pour capitale Yamoussoukro, cette petite ville compte 3 170 habitants.